# Hiveswap
Hiveswap è un videogioco d'avventura suddiviso in atti, sviluppato da What Pumpkin Games e supervisionato da Andrew Hussie e Cohen Edenfield.
Pur essendo ambientato nello stesso universo di Homestuck, il videogioco presenta nuovi personaggi e una trama completamente separata.

## Trama
Joey Claire, intenta a tornare sul proprio pianeta, viene trasportata ad Alternia inviando Dammek sulla terra.

## Sviluppo
Il 4 settembre 2012, Andrew Hussie annuncia un Kickstarter per raccogliere fondi di sviluppo per un videogioco basato sull'universo di MS Paint Adventures.
La campagna ha raccolto 2.485.506 dollari, diventando così il quinto gioco su Kickstarter a ottenere una donazione totale di sette cifre.
Il 30 ottobre 2014, oltre all'annuncio del titolo ufficiale del gioco, viene dichiarato che il gioco sarebbe stato il primo di due storie.